# Luciana (Hiszpania)
Luciana – gmina w Hiszpanii, w prowincji Ciudad Real, w Kastylii-La Mancha, o powierzchni 113,84 km². W 2011 roku gmina liczyła 410 mieszkańców.